# Jean d’Orgeix
Jean-François de Thonel, markiz d’Orgeix (ur. 15 kwietnia 1921 w Cap-d’Ail, zm. 4 lipca 2006 w Toucy) – arystokrata francuski, medalista olimpijski w jeździectwie, pilot, aktor.
d’Orgeix, występujący jako aktor pod pseudonimami Jean Pâqui, le Chevalier d’Orgeix i l’Africain blanc, miał na koncie kilkadziesiąt ról filmowych, w tym wiele jako aktor dziecięcy. Odnosił sukcesy jako pilot w akrobacjach lotniczych, był członkiem władz francuskiej federacji tego sportu (L’association Française de Voltige Aérienne). 
W 1948 zdobył na igrzyskach w Londynie brązowy medal olimpijski w indywidualnym konkursie jeździeckim skoków. Później zajmował się działalnością trenerską, poprowadził m.in. kadrę francuską do mistrzostwa olimpijskiego w drużynowym konkursie skoków na olimpiadzie w Montrealu w 1976. 
Opublikował kilkanaście książek, w tym podręczniki jeździeckie i wspomnienia. 
Zmarł w wyniku obrażeń odniesionych w wypadku samochodowym.